# Ota Magdeburský
Ota Magdeburský (1191–1226) byl synem Děpolta III. a jeho manželky Adély Zbyslavy Slezské a proboštem v Magdeburku.
V polské historické literatuře v 19. stoletím byl mylně označován za představitele dynastie Piastovců, ve skutečnosti byl Děpoltovec.
Okolo roku 1202–1203 Ota studoval v Magdeburku. Papež si od roku 1207 přál vidět jako probošta, což ale vedlo v kapitule ke konfliktu. Ten skončil tím, že Ota se v letech 1211–1212 skutečně proboštem stal a tento úřad zastával až do své smrti.
Podle Dalimila zemřel Otův otec Děpolt III. někdy v roce 1223 při obraně Kouřimi. Otova matka a bratři se uchýlili na dvůr Jindřicha I. Bradatého. Synové Děpolta III. už svůj vliv nezískali. Ota Magdeburský (1191–1226) se snažil naklonil si císaře Fridricha II., ovšem bez většího úspěchu. Děpolt IV. Bořivoj získal roku 1234 hrad Śrem, ale zemřel při jeho obraně o rok později. Soběslav, správce hradu Lubuš, zemřel před rokem 1247. Boleslav zemřel ve slezském vojsku v bitvě u Lehnice (9. dubna 1241).